# Ernst von Sommerfeld (Landrat)
Ernst Wilhelm Leopold von Sommerfeld (geb. 3. November 1758 in Wilkau; gest. 14. Februar 1825 in Koppen) war ein preußischer Capitain, Landrat und Landschaftsdirektor.

## Leben

### Herkunft
Ernst von Sommerfeld war Angehöriger des schlesischen Uradelsgeschlechts Sommerfeld. Er war der Sohn von Friedrich Wilhelm von Sommerfeld (1724–1796), preußischer Hauptmann und Landrat des Kreises Schwiebus, sowie Erbherr auf Wilkau und Friedrichswerder und dessen Ehefrau Helene Charlotte (1732–1764), geb. von Pförtner.

### Werdegang
Am 27. Mai 1777 immatrikulierte er sich an der Universität Frankfurt (Oder) für ein Studium der Jurisprudenz. Im Anschluss an das Studium trat er in die Preußische Armee ein und stieg dort im Dragonerregiment Nr. 3, dem er seit 1781 angehörte, bis zum Rang eines Capitains auf. Nach seinem Abschied vom Militär kehrte er zurück in die Heimat und wurde Kreisdeputierter.
1788 kaufte er das Gut Rackau bei Schwiebus und verkaufte es gewinnbringend vier Jahre später an das Kloster Trebnitz.
Mittels Ordre vom 4. September 1791 wurde er als neuer Landrat des Kreises Schwiebus bestätigt. Er wurde damit Nachfolger seines Vaters, der nur wenige Tage vorher den von ihm gewünschten Abschied erhalten hatte. Er saß zunächst auf Rackau, von wo er später nach Koppen wechselte. Die Amtsperiode von Sommerfeld ging auch über die Zeit bis nach der Zusammenlegung der Kreise Züllichau und Schwiebus zum neuen Kreis Züllichau-Schwiebus im Jahre 1816 hinaus bis zum Jahr 1818. Sein Amtsnachfolger wurde im gleichen Jahr Hans Wilhelm von Schöning. Er starb 1825 nach 45 Dienstjahren als Landesältester bzw. Landschaftsdirektor auf Koppen.

### Familie
Ernst von Sommerfeld war Erbherr auf den im Kreis Züllichau-Schwiebus gelegenen Gütern Rackau, Koppen und Witten, sowie in Anteilen auf Rietschütz und Muschten. Er war seit Dezember 1786 mit Dorothee Henriette Juliane (* 3. April 1769 in Belgard; † 24. Februar 1807 in Koppen), geb. von Knobelsdorff aus dem Hause Tauchel, verheiratet. Aus der Ehe gingen folgende 11 Kinder hervor:
- Wilhelm Julius (1788–1793)
- August Ludwig Leopold (1789–1825)
- Karl Friedrich (1790–1842)
- Friedrich (1792–1843)
- Wilhelmine Luise Ulrike (1793–1867)
- Ernst Julius (1795–1863)
- Adolf Heinrich (* 29. August 1798; † 26. Oktober 1798)
- Charlotte Henriette Eleonore Luise (1800–1867)
- Wilhelm Julius Leopold (1801–1871)
- Adolf Heinrich Ambrosius (1804–1835)
- Juliane Auguste Ernestine (1805–1882)